# Słone (obwód tarnopolski)
Słone – wieś na Ukrainie w rejonie czortkowskim należącym do obwodu tarnopolskiego.
W II Rzeczypospolitej wieś w powiecie zaleszczyckim województwa tarnopolskiego. W lutym 1944 nacjonaliści ukraińscy zamordowali tutaj 8 Polaków.